# Johannes Balser
Johannes Balser (* 18. April 1922 in Peking; † 18. April 1985 in Oslo) war ein deutscher Diplomat.

## Leben
Er wuchs als jüngster Sohn des Diplomaten Karl August Balser in seiner Geburtsstadt Peking, Berlin, Wladiwostok und Harbin auf. Nach dem Abitur am Luisengymnasium Berlin kämpfte er im Zweiten Weltkrieg und verheiratete sich 1943 mit Jutta Schimmelfennig, der Tochter eines in China verstorbenen Militärberaters Chiang Kai-sheks. Nach dem Krieg begann er als Schwerversehrter ein Studium an der Westfälischen Wilhelms-Universität Münster. Er legte 1950 seine Promotion an der dortigen rechts- und staatswissenschaftlichen Fakultät mit einer Dissertation zum Thema Die Stellung der Arbeit im Industrialisierungsprozess Chinas. Eine wirtschaftshistorisch-soziologische Untersuchung ab.
Nach Abschluss des Studiums trat er in den Auswärtigen Dienst ein und fand nach Abschluss der Laufbahnprüfung und einem halben Jahr zur Weiterbildung an der Georgetown University in Washington (1952) Verwendungen in der Zentrale des Auswärtigen Amtes in Bonn sowie an verschiedenen Auslandsvertretungen: 1952 bis 1955 an der Botschaft Washington, 1955 bis 1956 am Konsulat in Atlanta und 1956 bis 1960 an der Botschaft Tokio. Von 1960 bis 1964 war er in Bonn in der Berlinabteilung tätig und im Juni 1964 wurde er als Konsul Erster Klasse zum Botschafter der neugegründeten Botschaft in Malawi ernannt und zog nach Blantyre-Limbe. Nach vier Jahren in Malawi kam er 1968 in die Afrikaabteilung nach Bonn zurück und wurde 1969 für ein Jahr als Fellow beim Center for International Studies an die Harvard University in Cambridge, Massachusetts, USA berufen. Dort konnte er erster Hand die Studentenunruhen in den Vereinigten Staaten beobachten und begutachten sowie Fragen der Europäischen Union im internationalen Kreis bearbeiten. Bald danach kam die Berufung in die Sowjetunion, wo er 1971/1972 den Auftrag hatte, das deutsche Generalkonsulat in Leningrad aufzubauen. Danach diente er 1972 bis 1975 als Chargé d’affaires in Moskau. Mitte der 1970er Jahre war er Chefinspekteur des Auswärtigen Amtes und als solcher insbesondere mit internen Verfahren befasst wie den Berichten und politischen Analysen der Auslandsvertretungen für das Auswärtige Amt.
1978 wurde er Nachfolger von Hermann Kersting Botschafter in Ungarn und bekleidete dieses Amt bis Anfang 1981. In dieser Funktion organisierte er 1979 die Besuche von Bundeskanzler Helmut Schmidt sowie des bayerischen Ministerpräsidenten Franz Josef Strauß.
Im Anschluss an Ungarn erfolgte seine Ernennung zum Botschafter in Norwegen als Nachfolger von Edgar von Schmidt-Pauli, der in den Ruhestand trat. Das Amt des Botschafters in Norwegen bekleidete er bis zu seinem Eintritt in den Ruhestand, der mit seinem Todestag und seinem 63. Geburtstag am 18. April, 1985 zusammenfiel. Nach seinem Tod in Oslo wurde er durch Harald Hofmann ersetzt. Johannes Balser hinterließ seine Ehefrau Jutta Balser, geb. Schimmelfennig (1921–2006) und zwei Töchter.